# بحيرة كولينز
بحيرة كولينز هي بحيرة معروفة سابقا باسم خزان مزرعة فرجينيا خلال بنائه، هي بحيرة اصطناعية عذبة المياه مع 1009 فدان (4.08 كيلو متر مربع) واقعة في سفوح جبال شمال جبال سيرا نيفادا في سكرامنتو بولاية كاليفورنيا. تم إنشاء البحيرة أصلا لتوفير مياه ري إضافية لوادي براون ولوما كوستاريكا.

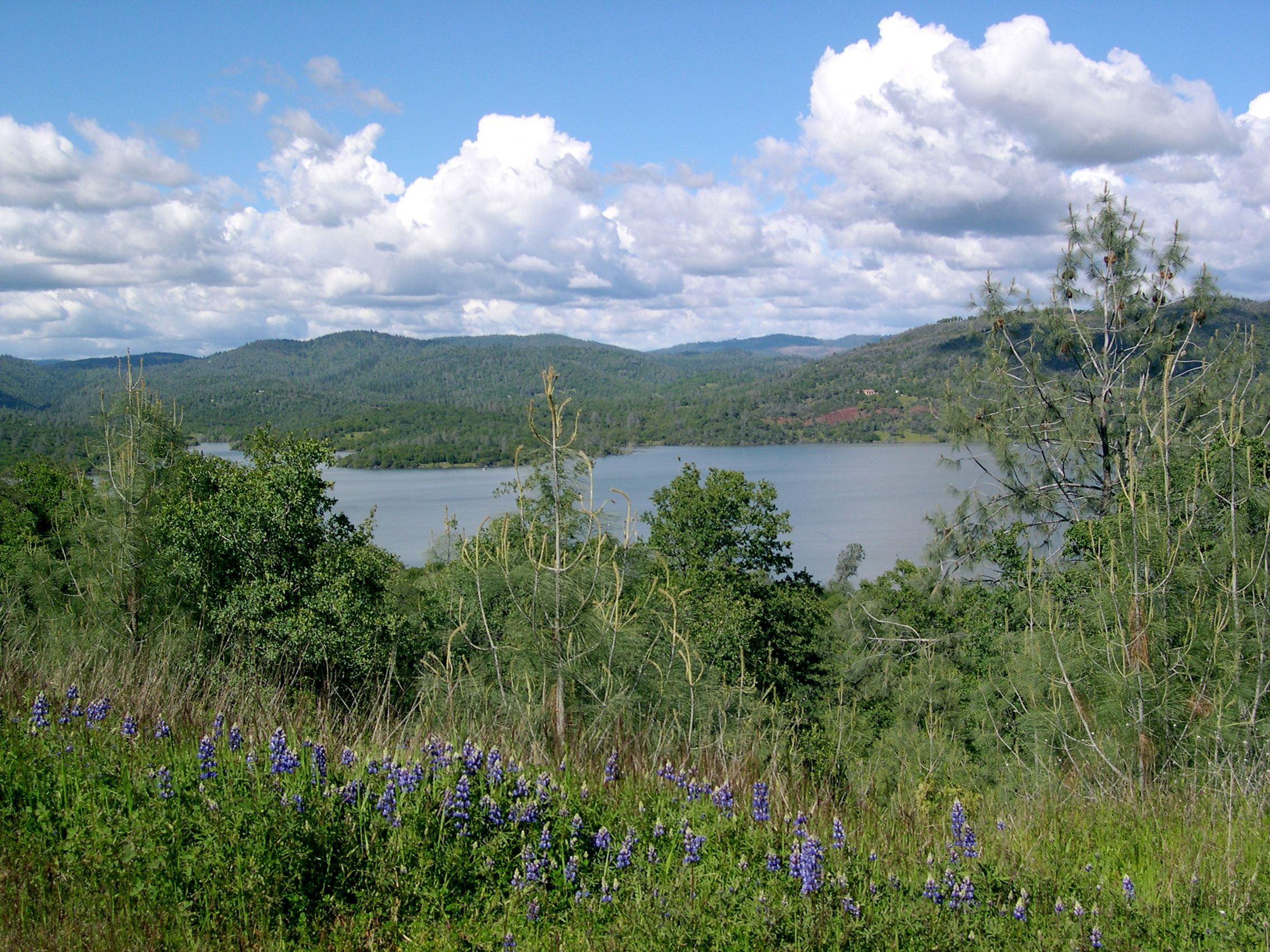
بحيرة كولينز